# Osojnik (priimek)
Osojnik je priimek več znanih Slovencev:
- Aleksander Osojnik, župnik v Grahovem pri Cerknici, salezijanec in publicist
- Arne Osojnik (*2004), košarkar
- Borut Osojnik (*1962), filozof, bibliograf
- Franc Osojnik - Kostja (1900—1942), partizan, prvoborec NOB
- Goro (Gorazd) Osojnik (*1960), poulični gledališčnik (Ana Monro), organizator festivala Ana Desetnica
- Iztok Osojnik (*1951), pesnik, literat (komparativist), esejist, slikar ...
- Jana Osojnik (*1933), igralka, prevajalka
- Janez Osojnik, zgodovinar
- Jani Osojnik (*195?), sinolog, zdravilec tradicionalne kitajske medicine
- Maja Osojnik (*1976), pevka, flavtistka in skladateljica
- Maks Osojnik, izseljenski delavec v Argentini
- Melita Osojnik (*1958), pevka, lutkarica, izvajalka predstav
- Milan Osojnik (1929—1987), gospodarstvenik
- Minka Osojnik, umetnostna zgodovinarka, višja konservatorka za sakralno dediščino Goriške...
- Miroslav Osojnik (*1949), muzealec, pevec, publicist, domoznanec
- Mojca Osojnik (*1970), slikarka, pisateljica, lutkarica
- Vita Osojnik (*1976), plesalka, koreografinja
- Pavlina Osojnik, r. Vodopivec (1925-2025), turistična delavka